# Issam Naaman
Issam Naaman – libański prawnik, publicysta i polityk, druz. W latach 1992–1996 sprawował mandat deputowanego do libańskiego parlamentu. W latach 1998–2000 był ministrem telekomunikacji w rządzie Salima al-Hussa.